# Lonchura atricapilla
Il cappuccino testa nera (Lonchura atricapilla Vieillot, 1807) è un uccello passeriforme della famiglia degli Estrildidi.

## Tassonomia
Fino a tempi recenti questi uccelli sono stati considerati una sottospecie del cappuccio tricolore, col nome di Lonchura malacca atricapilla: attualmente si tende a considerare il cappuccino testa nera come una specie a sé stante, addirittura con sette sottospecie:
- Lonchura atricapilla atricapilla, la sottospecie nominale, diffusa dall'India nord-orientale alla Cina sud-orientale;
- Lonchura atricapilla batakana Chasen & Kloss, 1929, endemica della porzione settentrionale di Sumatra;
- Lonchura atricapilla deignani Parkes, 1958, diffusa in Indocina e Thailandia;
- Lonchura atricapilla formosana Swinhoe, 1865, diffusa non solo a Taiwan, ma anche nella porzione settentrionale di Luzon;
- Lonchura atricapilla jagori Martens, 1866, diffusa nel Borneo e nelle Filippine (ad eccezione di Luzon);
- Lonchura atricapilla rubronigra Hodgson, 1836, diffuso in India settentrionale e Nepal;
- Lonchura atricapilla sinensis Blyth, 1852, diffusa nella penisola malese e nella porzione settentrionale dell'isola di Sumatra;

Il nome scientifico della specie deriva dall'unione delle parole latina ater ("molto scuro") e capillus ("capello"), col significato di "dalla testa nera", in riferimento alla tipica colorazione alla quale questa specie deve anche il proprio nome comune.

## Distribuzione edhabitat

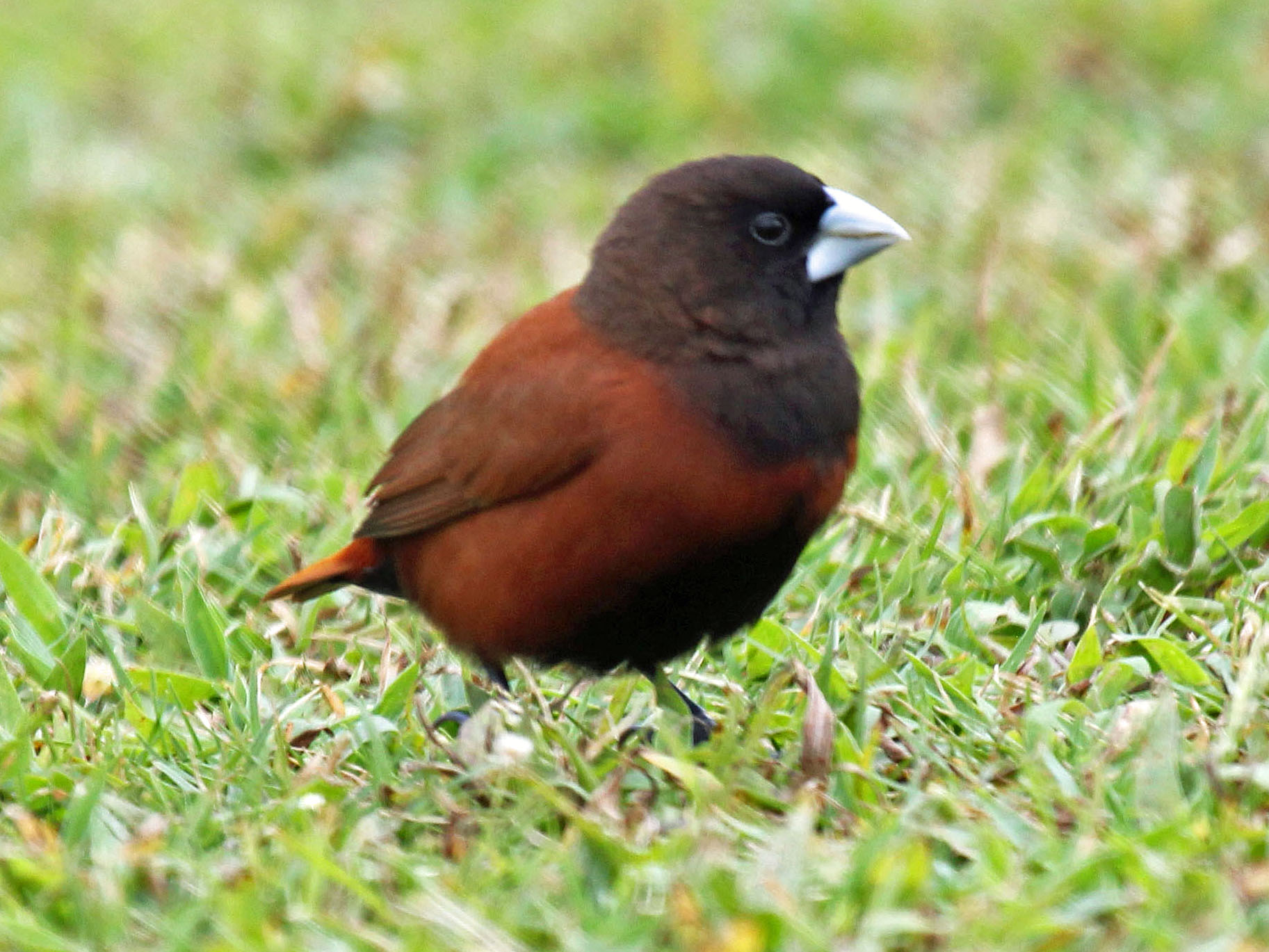
Un cappuccino testa nera a Kauai, dove la specie è stata introdotta.

Il cappuccino testa nera occupa un areale piuttosto vasto, che si estende dall'India settentrionale a ovest alla Cina sud-orientale ad est, ed a sud attraverso tutta l'Indocina e la penisola malese, l'isola di Sumatra, il Borneo e le Filippine, delle quali questo uccello (localmente chiamato mayang pula, "passero rosso") è stato ocnsiderato l'uccello simbolo fino a tempi recenti, soppiantato in seguito dall'aquila delle scimmie. Il cappuccino testa nera è stato inoltre introdotto alle Hawaii, dove si è naturalizzato.
L'habitat di questa specie è rappresentato dalle aree aperte di prateria e savana, con presenza di zone alberate e cespugliose più o meno estese: questo uccello non teme la presenza dell'uomo, ed è arrivato a  colonizzare anche le aree coltivate, le risaie ed anche le zone antropizzate, come cortili e giardini.

## Descrizione

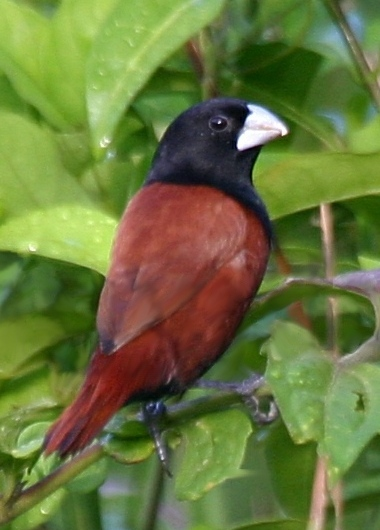
Un cappuccino testa nera di spalle a Saval mostra il colore rossiccio del codione.

### Dimensioni
Misura circa 11–12 cm di lunghezza, coda compresa.

### Aspetto
Si tratta di un uccelletto dall'aspetto robusto e dal caratteristico grosso becco, tozo e conico.

La colorazione è di un caldo color bruno su tutto il corpo, con tendenza ad assumere una tonalità rosso-ramata sul codione, che viene messa in evidenza quando l'animale spicca il volo, mentre normalmente rimane celata dalle ali: la testa è interamente di colore nero, colore che in alcune sottospecie si estende anche alla porzione superiore del petto e in alcune arriva a comprendere anche il sottocoda e parte del ventre. Gli occhi sono di colore bruno scuro, le zampe sono grigio-carnicine, il becco è di colore grigio-bluastro.

## Biologia
Si tratta di uccelli dalle abitudini diurne e piuttosto socievoli, che si riuniscono in stormi anche consistenti, spesso in compagnia di altre specie di munia; i cappuccini testa nera passano la maggior parte della giornata al suolo alla ricerca di cibo, mentre al calar delle tenebre cercano rifugio fra gli alberi.

### Alimentazione
Si tratta di uccelli essenzialmente granivori, che grazie al forte becco hanno ragione degli involucri della maggior parte dei piccoli semi di graminacee di cui si nutrono, privilegiando quelli ancora immaturi o quelli appena germogliati: essi integrano la propria dieta anche con materiale di origine vegetale come frutta, bacche e germogli, mentre molto raramente catturano anche piccoli insetti volanti.

### Riproduzione

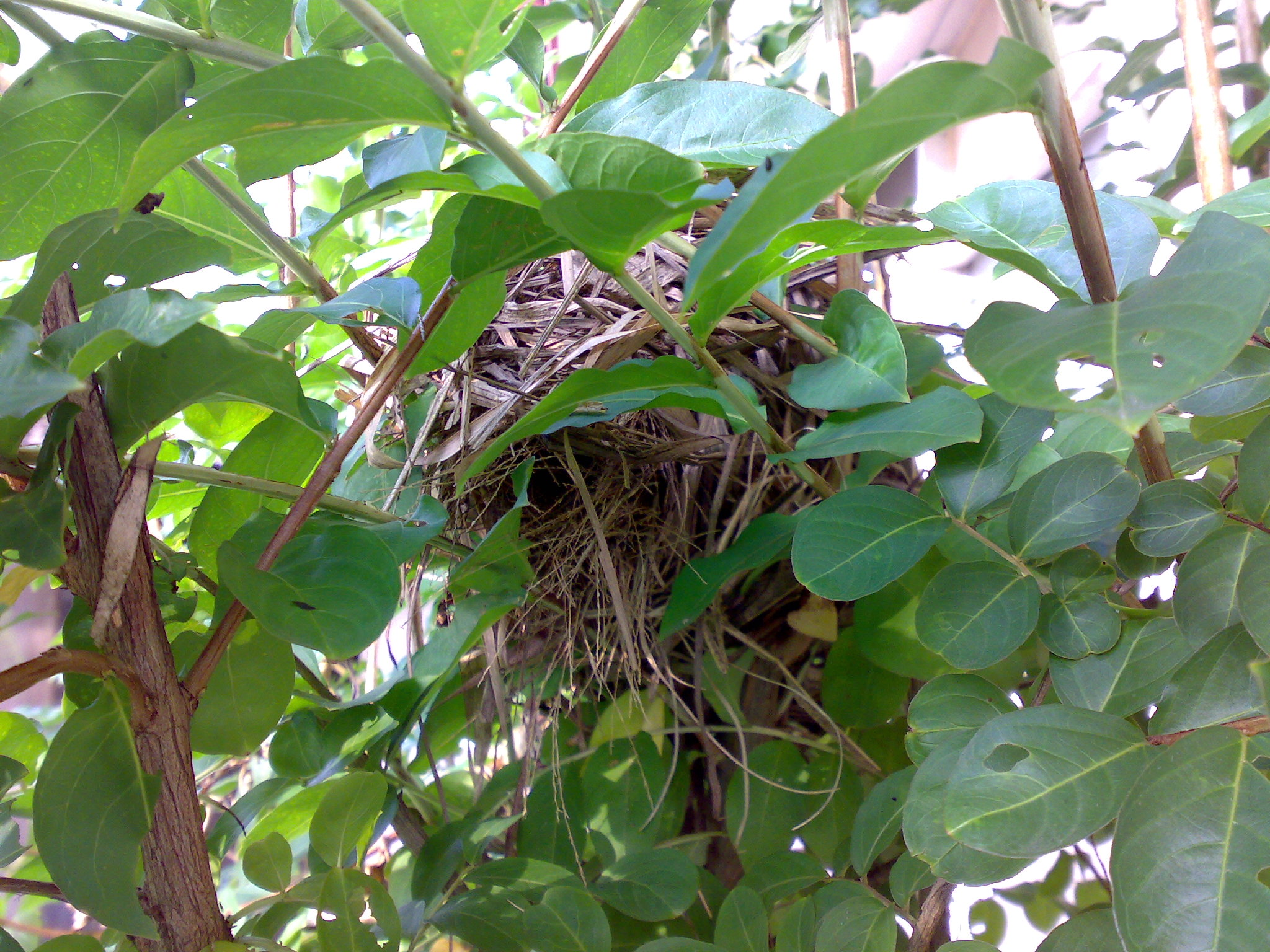
Nido di cappuccino testa nera fra la vegetazione.

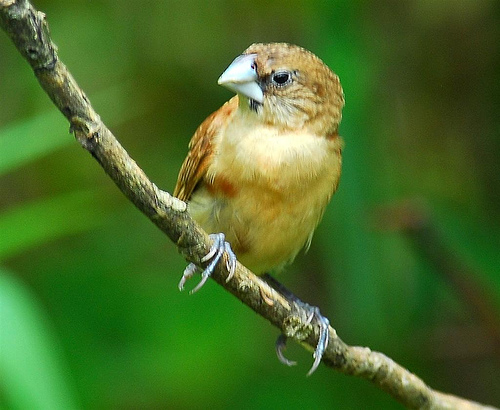
Giovanile di cappuccino testa nera.

I cappuccini testa nera possono riprodursi durante tutto l'arco dell'anno, privilegiando il periodo immediatamente precedente la fine della stagione delle piogge per dare inizio alla cova.
Entrambi i partner partecipano alla costruzione del nido, che consiste in una struttura sferica costituita da steli d'erba, rametti e materiale fibroso di origine vegetale: al suo interno la femmina depone 4-8 uova, che vengono incubate da entrambi i sessi per circa due settimane. I nidiacei sono ciechi ed implumi alla schiusa, e vengono nutriti ed accuditi da ambedue i genitori: essi sono pronti per l'involo attorno alla terza settimana di vita, tuttavia essi tendono a rimanere nei pressi del nido per almeno altri 10 giorni, tornandovi a dormire durante la notte assieme ai genitori e chiedendo sporadicamente loro l'imbeccata.